# Mount Beazley
Mount Beazley ist ein 2410 m hoher Berg im westantarktischen Marie-Byrd-Land. Er überragt den nördlichen Ausläufer des California-Plateaus im Transantarktischen Gebirge.
Der United States Geological Survey kartierte ihn anhand eigener Vermessungen und Luftaufnahmen der United States Navy aus den Jahren von 1960 bis 1963. Das Advisory Committee on Antarctic Names benannte ihn nach Leutnant Robert M. Beazley, medizinischer Offizier der US Navy und diensthabender Offizier der Amundsen-Scott-Südpolstation im antarktischen Winter 1965.